# Khim Tit
Khim Tit (khmerski ឃឹម ទិត; ur. 12 czerwca 1896 w Phnom Penh, zm. 1975) – kambodżański polityk i dyplomata, premier Kambodży z partii Sangkum od 3 kwietnia do 29 lipca 1956.
W młodości walczył w I wojnie światowej. W 1925 rozpoczął pracę w regionalnym rządzie. W 1947 założył własną partię Unia Narodowa, która jednak nie otrzymała żadnych miejsc w parlamencie. Od 1945 do 1946 był ministrem prac publicznych, w 1951 kierował też resortem telekomunikacji. Od 1952 był gubernatorem prowincji Kândal, od 1953 wiceministrem spraw wewnętrznych, od kwietnia 1954 zaś – ministrem. Od kwietnia 1956 do września 1956 był również ministrem planowania. Został później wicepremierem u boku księcia Norodoma Sihanouka. W kwietniu 1956 zastąpił księcia po tym, jak ten zrezygnował z powodu konfliktów wokół poboru podatków. Podał się do dymisji po 3 miesiącach. Następnie służył w dyplomacji: od 1960 w Związku Radzieckim, następnie od 1961 do 1965 w Czechosłowacji. W 1970 został stałym przedstawicielem Kambodży przy Narodach Zjednoczonych.